# Diorama
För andra betydelser, se Diorama (olika betydelser).

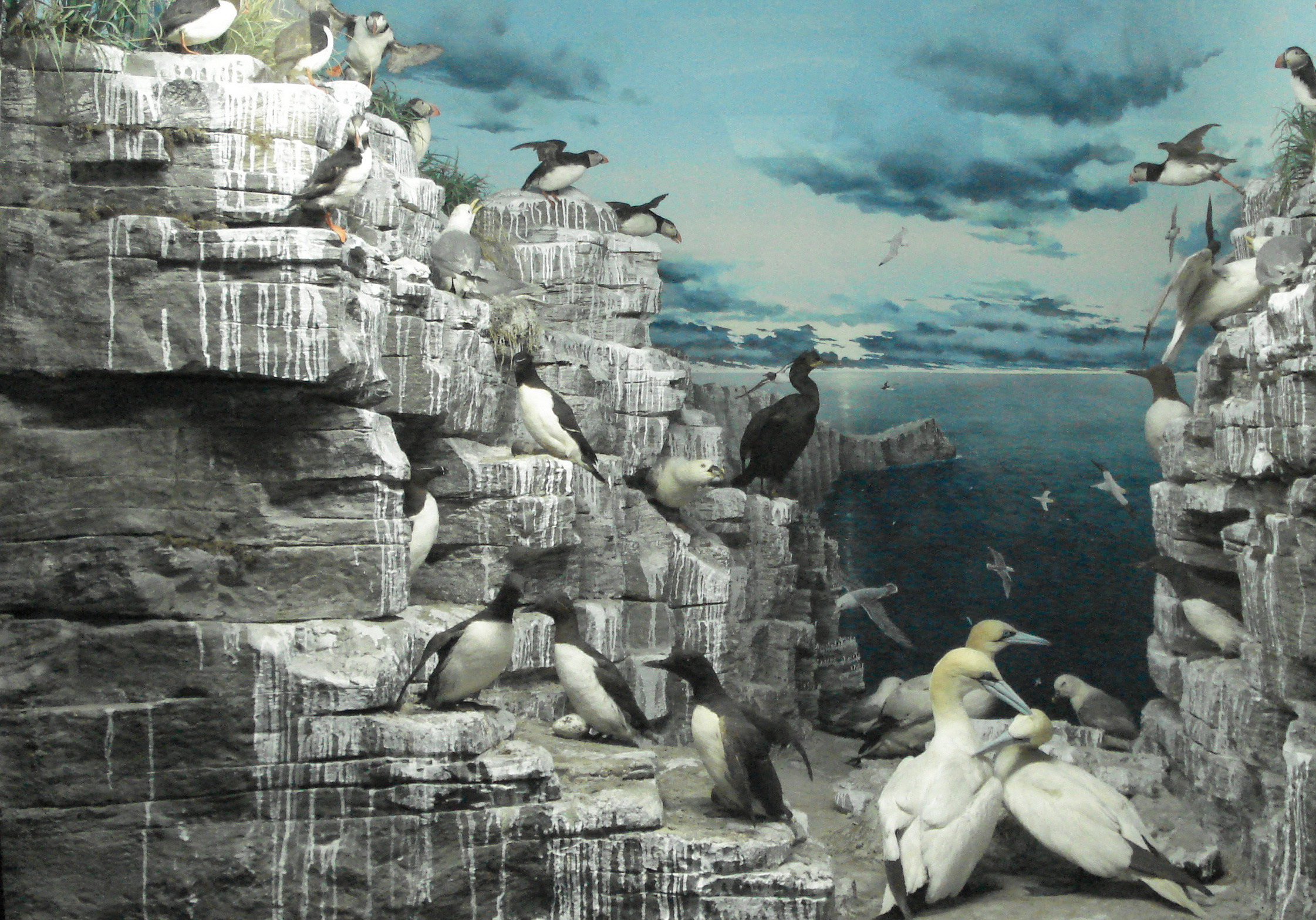
Diorama av Lofoten från "Museo di storia naturale" i Milano (Italien).

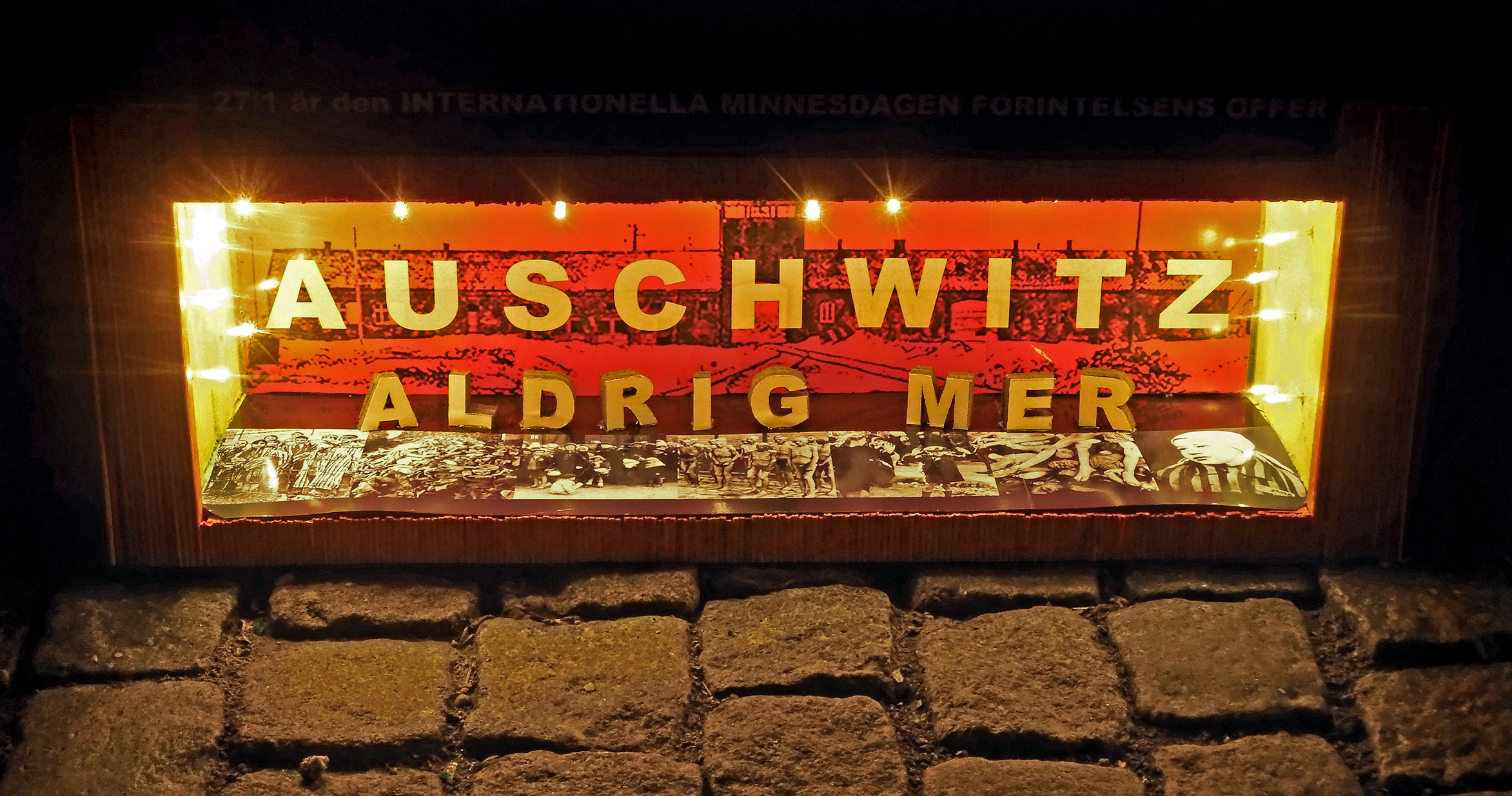
Diorama för minnesdagen av förintelsens offer, monterat i ett källarfönster i centrala Ystad 27 januari 2024.

Diorama (av grekiskans dioran, se igenom) är ett arrangemang med föremål i förgrunden och en fond, målad och kombinerad med förgrunden på ett sådant sätt att de ger en perspektivisk helhetsbild.

## Ursprung
Dioramat uppfanns av Louis Daguerre och Charles Marie Bouton 1822 och förbättrades av teatermålaren Carl Wilhelm Gropius. Det var ursprungligen en rundmålning, framställande en tavla med konstgjorda ljuseffekter av olika slag, såsom morgon-, middags-, afton- och månskensbelysning. Ibland var tavlan försedd med rörliga figurer. Genom belysningens successiva förändring kunde man ge belysnings- och stämningseffekter av olika slag.

## Museer
Som diorama anordnas ofta biologiska grupper i museer. Det var konservatorn, jägaren och amatörzoologen Gustaf Kolthoff som använde dioramatekniken för första gången i stor skala för att återskapa naturmiljöer i Biologiska museet på Djurgården i Stockholm, vilket invigdes 1893. Gustaf Kolthoff har även skapat biologiska museer i Åbo (1907), Uppsala (1910) och Södertälje (1913). Senare har metoden används av de stora naturhistoriska museerna i bl.a. New York och Chicago. Dioramat skildrar djurlivet i sin naturliga miljö i montrar med uppstoppade djur och rekvisita, och ger en fryst tredimensionell bild i naturlig storlek av naturupplevelsen. Den idag Pousetteska privatbostaden Villa Diorama belägen på Djurgårdsslätten uppfördes på mitten av 1800-talet med dioramat som nöjesändamål i teaterformat.

## Modellbygge
På senare tid har tekniken anammats av modell- och figurbyggare (ofta kombinerat med rollspel) som istället för att måla enstaka modeller eller figurer arrangerar dessa i en diorama; det kan vara två fantasyhjältar som kämpar mot varandra eller en amerikansk pansarvärnskanon som just ska slå ut en tysk stridsvagn. I dessa dioramor lägger man ner mycket tid på det visuella, med detaljerad terräng och välmålade modeller med mycket detaljer, och de blir mer som ett konstverk än en enstaka modell.